# Ginette Merle
Geneviève Marie Louise Merle, coniugata Thiolon, detta Ginette (Saint-Georges-d'Orques, 21 febbraio 1927 – Châtenay-Malabry, 3 dicembre 2019), è stata una cestista francese.
Era la moglie di Pierre Thiolon.

## Carriera
Con la Francia ha disputato i Campionati europei del 1950.